# Into the Light
Into the Light är ett musikalbum av det svenska bandet Weeping Willows, utgivet 2002 på Virgin Records. Det producerades av Johan Forsman.

## Låtlista
1. "Touch Me" - 3:27
2. "Disconnected" - 3:32
3. "Untouchable" - 4:21
4. "You're Happy Now" - 4:00
5. "Falling" - 4:57
6. "Somewhere" - 4:06
7. "Into the Light" - 3:30
8. "If I Could See You" - 4:33
9. "Return to Me" - 3:31
10. "Sunny Days" - 4:36

## Medverkande
- Stefan Axelsen - bas
- Magnus Carlson - sång
- Mats Hedén - keyboards
- Anders Hernestam - trummor
- Ola Nyström - gitarr
- Niko Röhlcke - gitarr

## Listplaceringar
| Lista (2002) | Topplacering |
| ------------ | ------------ |
| Sverige      | 1 .          |